# TV Globo
La TV Globo, més popularment coneguda com a Globo, i anteriorment Rede Globo de Televisão (Rede Globo) és una empresa brasilera de televisió i de mitjans de comunicació. És la cadena més gran d'entreteniment a Amèrica Llatina i és el tercer major operador comercial de radiodifusió al món. Pertany al Grupo Globo.

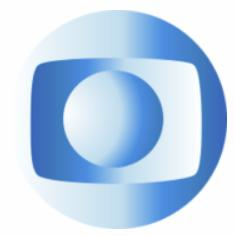
Logotip de la segona meitat dels anys 1970

Va ser fundada el 26 d'abril de 1965 pel periodista Roberto Marinho, i la seva seu es troba a la ciutat de Rio de Janeiro.